# Carl Gustaf Sundberg

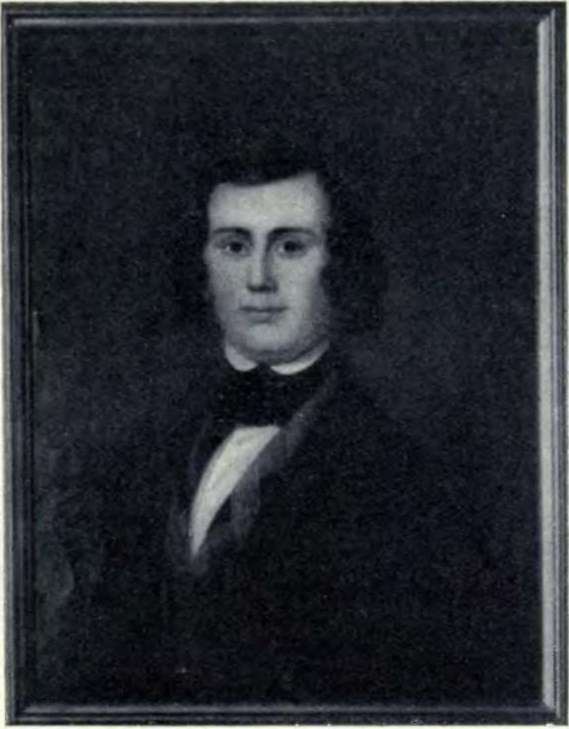
Carl Sundberg, 1845.

Carl Gustaf Sundberg, född den 22 november 1817 i Stockholm, död där den 9 januari 1898, var en svensk skådespelare.

## Biografi
Sundberg blev 1827 elev vid Kungliga Dramatiska Teatern, där han debuterade 1828 och anställdes 1839. Han fick länge spela älskarroller. Han blev premiäraktör 1846 och tog avsked 1887.
Bland Sundbergs roller fanns Max Piccolomini i Wallensteins död, titelrollerna i Sullivan och Pariserpojken, Blount i Penningen, Robin i Hin ondes memoarer, Cesar Poligny i Den gifte mannen i staden och på landet samt Armand i Volontären, Champrosé i Richard Sheridan, kammarherre Brattsberg i De ungas förbund, markis d’Aube-rive i Giboyers son och Moderna vinglare, grefve d’Ars i Det besegrade lejonet, René i Kung Renés dotter och konung Albrekt i Stolts Elisif.
Sundberg var 1857–1859 lärare i deklamation för teaterns elever, 1863–1868 förste regissör vid Kungliga Dramatiska Teatern och 1868–1871 intendent vid Stora teatern, biträdande förste regissör vid Dramatiska teatern 1876–1877 och översatte även några pjäser från franskan.
Han gifte sig den 6 maj 1851 med dansaren Johanna Sundberg med vilken han fick barnen Johanna Carolina Sundberg och Jacob Gustaf Harald Sundberg.

## Teater

### Roller (ej komplett)
| År   | Roll                      | Produktion                                                       | Teater                      |
| ---- | ------------------------- | ---------------------------------------------------------------- | --------------------------- |
| 1842 | Gudsonen                  | Vår unga gudmor Eugène Scribe, Lockroy och Jules Chabot de Bouin | Kungliga Dramatiska Teatern |
| 1842 | Oscar                     | Kotteriet Eugène Scribe                                          | Kirsteinska huset           |
| 1863 | Erik Turesson Bielke      | Siri Brahe och Johan Gyllenstierna Gustav III                    | Kungliga Dramatiska Teatern |
| 1876 | Greve de Prevenquière     | Lejon och rävar Émile Augier                                     | Kungliga Dramatiska Teatern |
| 1876 | Greve Nils Ahlefelt-Kamph | Också en förlovning Johan Grönstedt                              | Kungliga Dramatiska Teatern |
| 1876 | Hertig Nayme              | Rolands dotter Henri de Bornier                                  | Kungliga Dramatiska Teatern |